# Venus de Dolní Věstonice

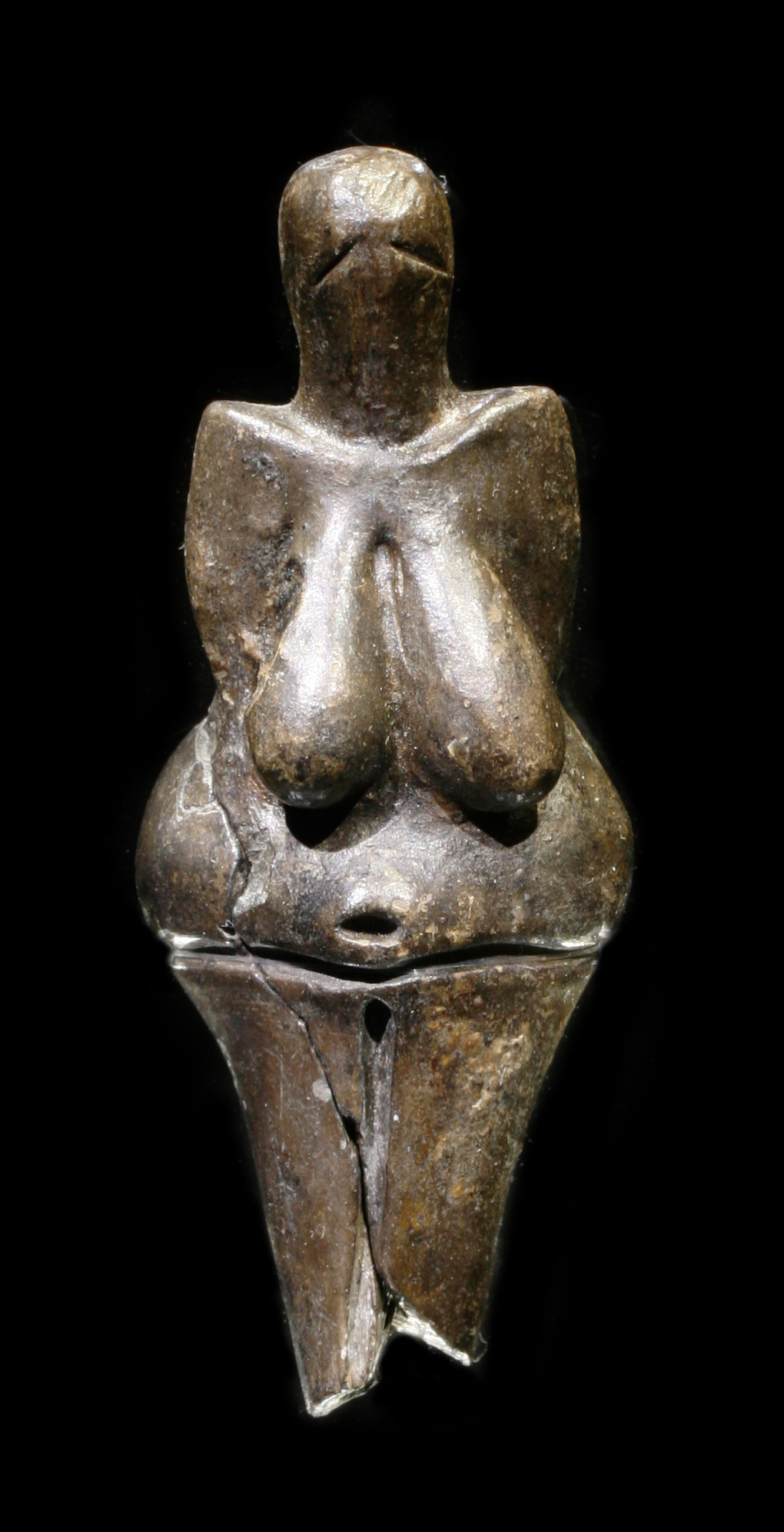
Venus de Dolní Věstonice.

La Venus de Dolní Věstonice (en checo: Věstonická Venuše) es una estatuilla de terracota de una figura femenina, datada entre el 29000 y 25000 a. C (manufacturas gravetienses), que fue encontrada en el yacimiento arqueológico de Dolní Věstonice paleolítico ubicado en la aldea homónima (al sur de Brno, en la República Checa). Esta figurilla y algunas otras de lugares cercanos son los artículos de cerámica más antiguos conocidos del mundo.

## Descripción
Esta conocida venus tiene una altura de 111 milímetros de altura (aunque le falta parte de las extremidades inferiores), y 43 mm de anchura y está hecha de un cuerpo de arcilla cocida a una temperatura relativamente baja (500–800 °C). Esta estatuilla podría ser una de las evidencias más antiguas de cerámica. Tiene la cabeza sin detalle alguno, excepto dos incisiones que podrían representar los ojos. Los brazos apenas están esbozados, en cambio los grandes senos, el ombligo y la línea inguinal han sido señalados con todo detalle. Aunque ha perdido los pies, parece que tuvo un extremo inferior puntiagudo. Una característica que ya no sigue siendo parte de la escultura, es el hecho de que se cree que originalmente fue ornamentada con cuatro plumas. Esto se evidencia por los cuatro pequeños agujeros en la parte superior de la cabeza.  Aunque no se ha determinado el tipo de pluma, se dice que los agujeros se produjeron con una herramienta que es relativamente afilada, de lo cual una pluma sería suficiente.
El asentamiento paleolítico de Dolní Věstonice, en Moravia (parte de Checoslovaquia en el momento del inicio de las excavaciones organizadas), ahora ubicado en la República Checa, ha sido objeto de investigación arqueológica sistemática desde 1924, iniciada por Karel Absolon. Además de la figura de Venus, se han encontrado en Dolní Věstonice figuras de animales (oso, león, mamut, caballo, zorro, rinoceronte y búho) y más de 2000 bolas de arcilla cocida.
La figurilla fue descubierta el 13 de julio de 1925 en una capa de ceniza, rota en dos pedazos. Fue encontrada situada en una chimenea central.  Una vez en exhibición en el Museo Moravo en Brno , ahora está protegida y rara vez es accesible al público. Fue exhibida en el Museo Nacional de Praga del 11 de octubre de 2006 al 2 de septiembre de 2007 como parte de la exposición Lovci mamutů (Los cazadores de mamuts).  Fue presentada en el Museo Moravo en Brno en una exposición "Arte prehistórico en Europa Central". Ha regresado al depósito en junio de 2009.  Los científicos examinan ocasionalmente la estatuilla. Una tomografía en 2004 encontró una huella dactilar de un niño estimado entre 7 y 15 años de edad, disparada en la superficie; Králík, Novotný y Martin Oliva (2002) consideran que el niño que manipuló la figura antes de cocerla es un candidato improbable para ser su creador.
Las excavaciones, además, podrían haber sacado a la luz el taller de un artista paleolítico, pues esta figura es una más entre centenares que aparecieron en la segunda vivienda (osos, mamuts, caballos, zorros, rinocerontes, incluso un búho; además de otras figurillas femeninas, algunas muy estilizadas) junto con más de 2000 bolas de arcilla sin modelar:

En Dolní Věstonice se ha logrado descubrir la vivienda de un artista. Ésta quedaba aislada del campamento principal, y se caracterizaba por presentar una forma constructiva diferente. En las cenizas del hogar central —en parte abovedado a modo de horno— se encontraron más de 2200 pequeñas obras plásticas y fragmentos de obras de barro cocido. A su vez la existencia de fragmentos de flautas indica que también la propia cabaña era el lugar de celebración de ceremonias mágicas y donde el creador de los objetos de arte, un sabio mago o sacerdote chamán, tenía su morada
Bohuslav Klíma (1963): Dolní Věstonice, Czechoslovak Academy of Sciences (Praga)

## Conservación
La Venus del Dolní Věstonice se conserva en el Museo de Moravia en Brno. Debido a su delicadeza, no está expuesta al público (que debe conformarse con una réplica).
En el mismo lugar de Dolní Věstonice han aparecido asombrosas esculturas de marfil, entre ellas varios rostros tan realistas que parecen retratos. y un muñeco masculino articulado.

## Galería

La venus de Dolní Věstonice desde distintos ángulos
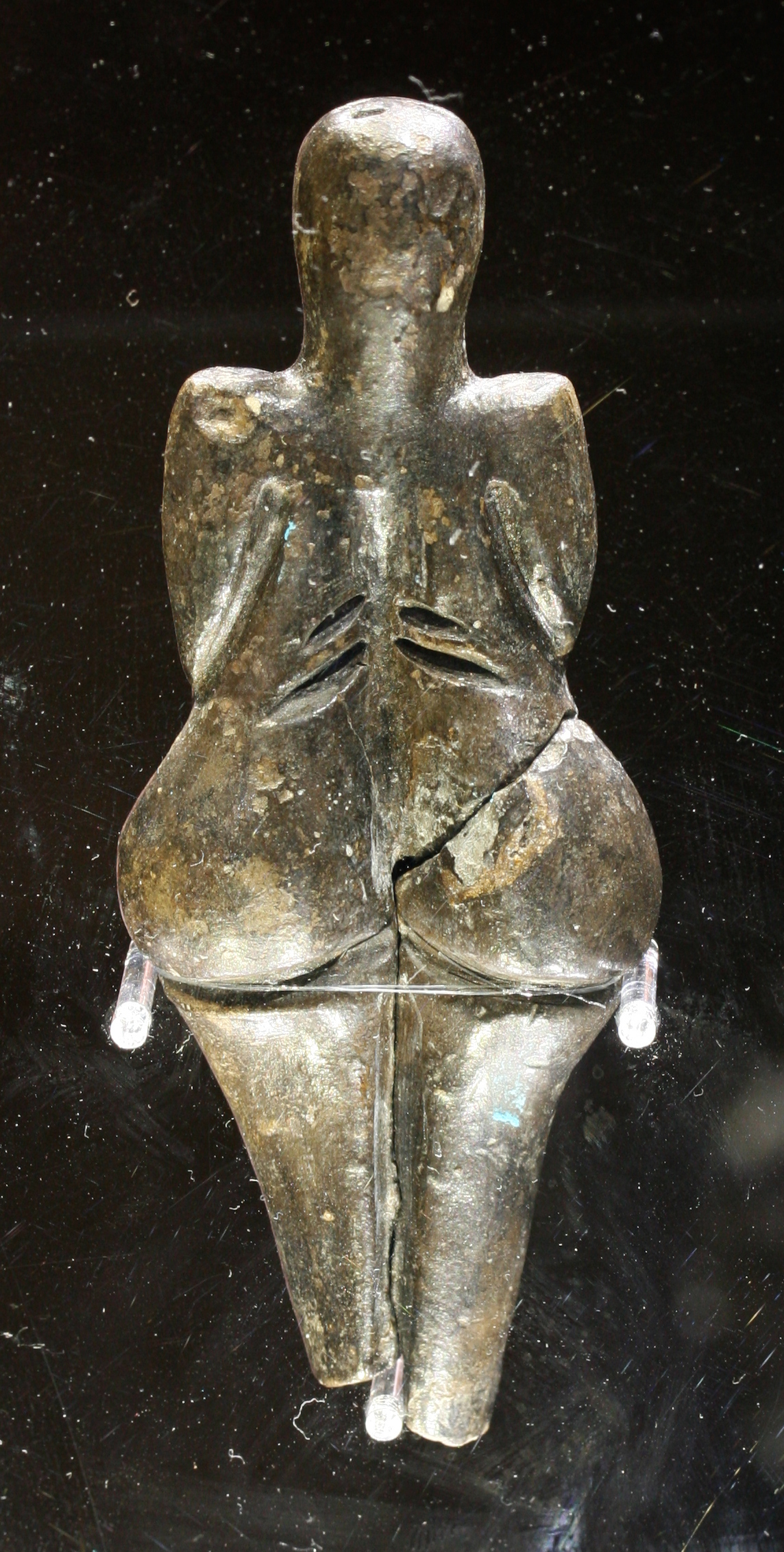
Espalda
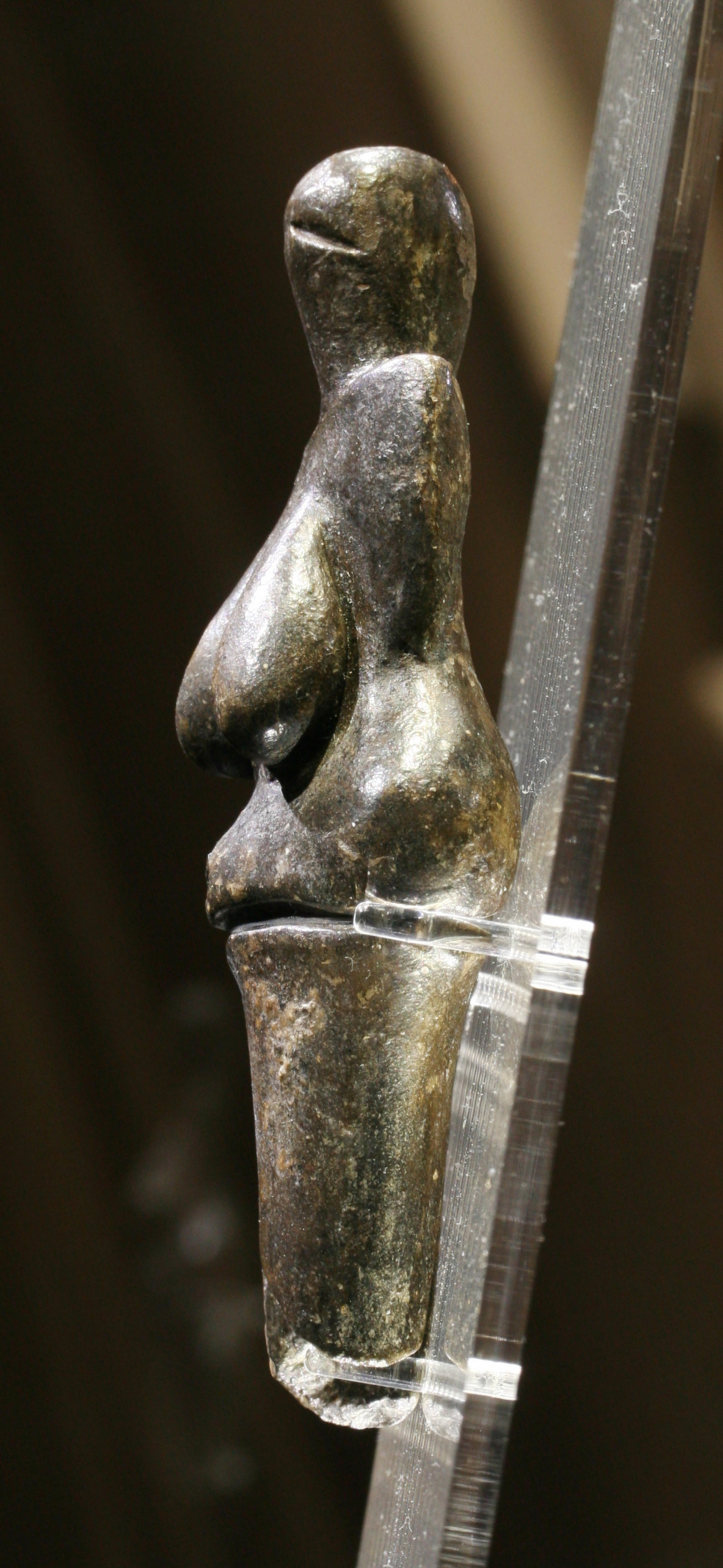
Parte izquierda
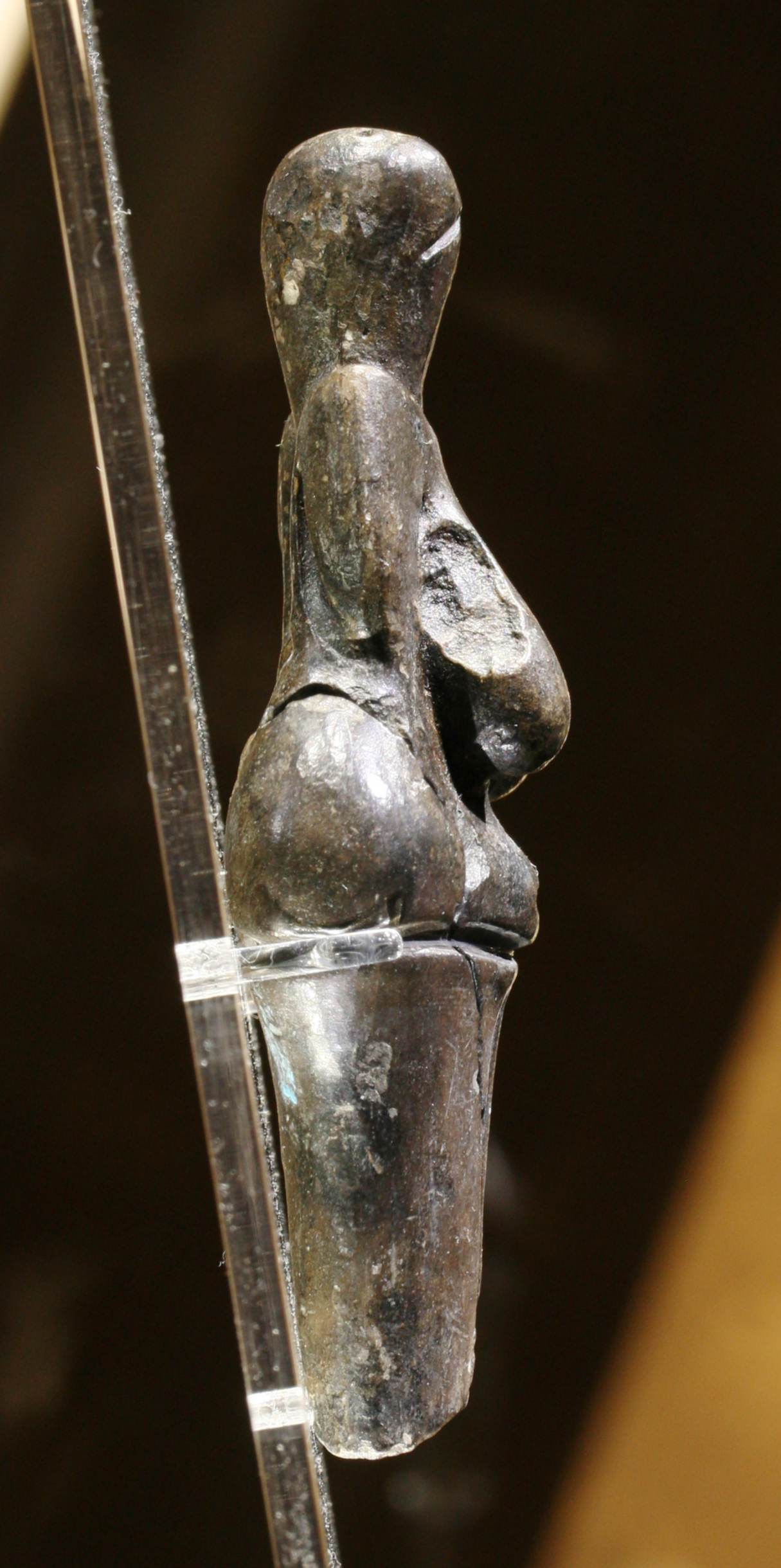
Parte derecha